# HD 99109
HD 99109 (Shama) – gwiazda w gwiazdozbiorze Lwa. Jest oddalona od Słońca o 179 lat świetlnych.
Jest to gwiazda ciągu głównego, należy do typu widmowego K0. W 2006 roku odkryto planetę HD 99109 b okrążającą tę gwiazdę.

## Nazwa
Gwiazda ma nazwę własną Shama, która w języku urdu oznacza małą lampę lub płomień i symbolizuje światło gwiazdy. Nazwa została wyłoniona w konkursie zorganizowanym w 2019 roku przez Międzynarodową Unię Astronomiczną w ramach stulecia istnienia organizacji. Uczestnicy z Pakistanu mogli wybrać nazwę dla tej gwiazdy. Spośród nadesłanych propozycji zwyciężyła nazwa Shama dla gwiazdy i Perwana dla planety.